# Euclidia
Genre
Euclidia est un genre de lépidoptères (papillons) de la famille des Erebidae et de la sous-famille des Erebinae.

## Systématique
Le genre Euclidia a été décrit par Ferdinand Ochsenheimer en 1816. Son espèce type est Phalaena glyphica Linnaeus, 1758.
La systématique du genre Euclidia a évolué à la fin du XXe siècle à la suite des travaux de l'entomologiste Goater (2003), qui a subdivisé le genre en 3 sous-genres et rattaché le genre Callistege au genre Euclidia.

## Distribution géographique

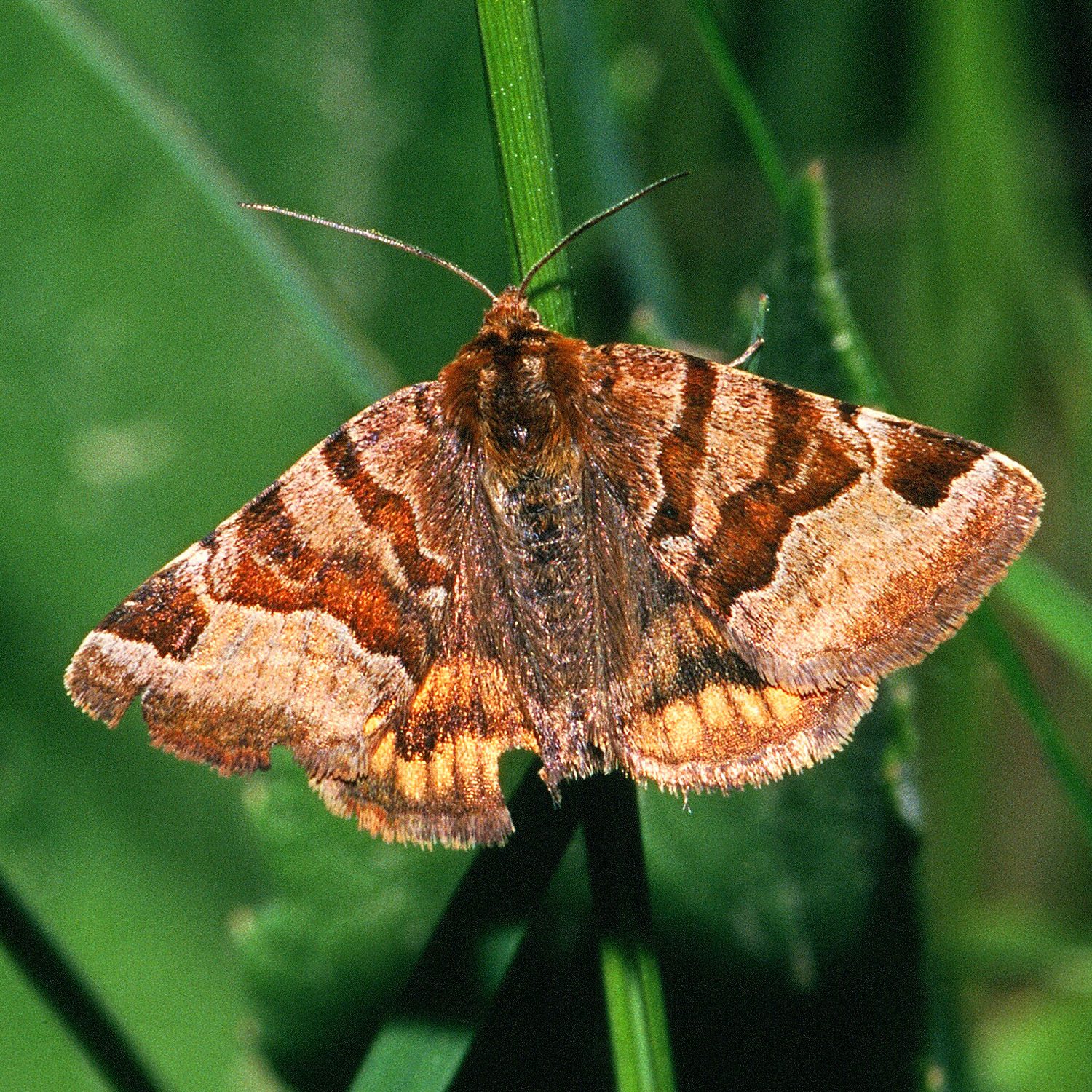
Euclidia glyphica

Ces lépidoptères sont visibles en Europe, en Asie et pour 5 d'entre eux en Amérique du Nord. 
Deux espèces sont présentes en Europe occidentale et septentrionale : Euclidia glyphica (la Doublure jaune) et Euclidia mi (le Mi ou M noir). Euclidia triquetra est signalée localement en Autriche, et de façon plus courante dans les régions plus chaudes du Sud-Est de l'Europe.

## Morphologie
Chez de nombreuses espèces, les ailes antérieures sont de couleur neutre (brun, gris) souvent ornées de motifs noirs, brun foncé et blancs, alors que les ailes postérieures arborent tantôt des couleurs chaudes comme l'ocre, le brun-jaune, l'orangé (exemples : Euclidia glyphica, E. triquetra, E. cuspidea), tantôt un blanc sale uni (exemple : E. triangula). 
Les chenilles sont glabres et longilignes.

## Liste des espèces
Selon FUNET Tree of Life (13 décembre 2020) :
- Sous-genre Euclidia Ochsenheimer, 1816 :
  - Euclidia glyphica (Linnaeus, 1758) — la Doublure jaune — en Afrique du Nord, en Europe et dans le Nord de l'Asie (Sibérie).
  - Euclidia dentata Staudinger, 1892
  - Euclidia juvenilis (Bremer, 1861)
  - Euclidia cuspidea (Hübner, 1818) — en Amérique du Nord[5].
  - Euclidia ardita Franclemont, 1957 — sur la côte ouest des États-Unis et en Colombie-Britannique[6].

- Sous-genre Callistege Hübner, 1823 :
  - Euclidia mi (Clerck, 1759) — le Mi ou le M noir — en Europe et dans tout le Nord de l'Asie (Sibérie).
  - Euclidia fortalitium (Tauscher, 1809) — dans le centre de l'Asie.
  - Euclidia regia Staudinger, 1888
  - Euclidia intercalaris Grote, 1882 — dans le Sud-Ouest des États-Unis (de l'Arizona au Texas)[7].
  - Euclidia diagonalis Dyar, 1898 — dans le Sud-Ouest des États-Unis (de l'Arizona au Texas)[8].
  - Euclidia triangula (Barnes & McDunnough, 1918) — dans le Sud-Ouest des États-Unis (de l'Arizona au Texas)[9].

- Sous-genre Gonospileia Hübner, 1823  :
  - Euclidia munita (Hübner, 1813) — dans tout le centre de l'Asie.
  - Euclidia triquetra ([Denis & Schiffermüller], 1775) — en Europe de l'Est et dans tout le centre de l'Asie.

- Sous-genre indéterminé :
  - Euclidia limbosa Guenée, 1852
  - Euclidia runica Felder & Rogenhofer, 1874
  - Euclidia tarsalis Walker, 1865
  - Euclidia vittata Philippi, 1860

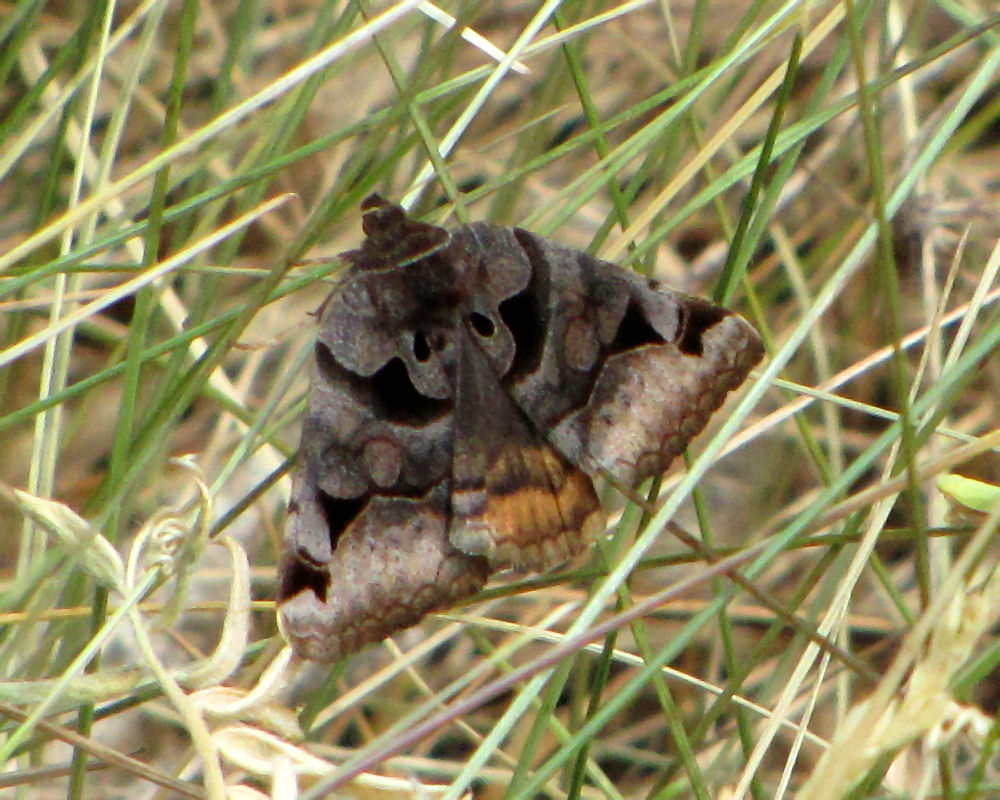
Euclidia cuspidea
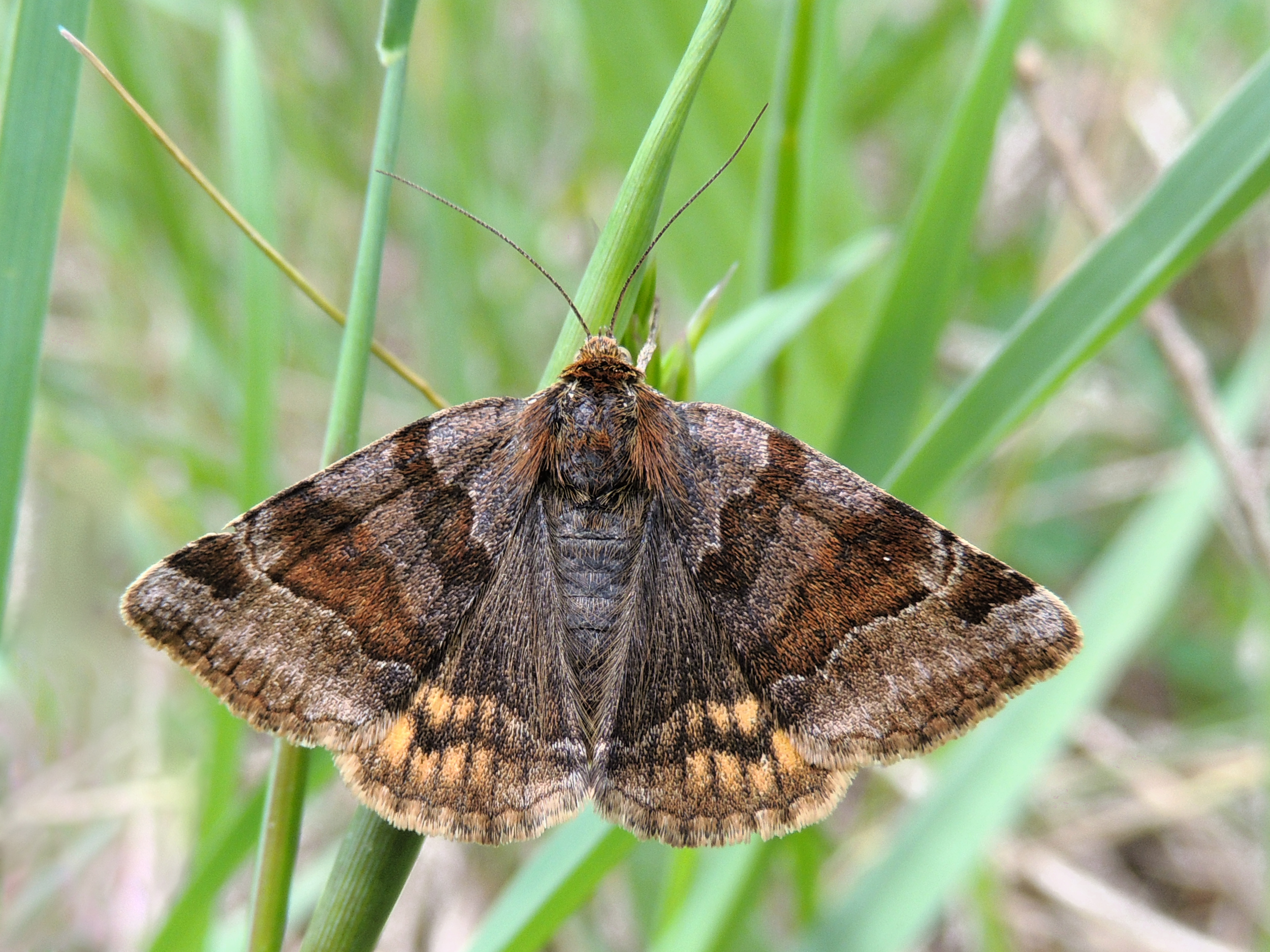
Euclidia glyphica
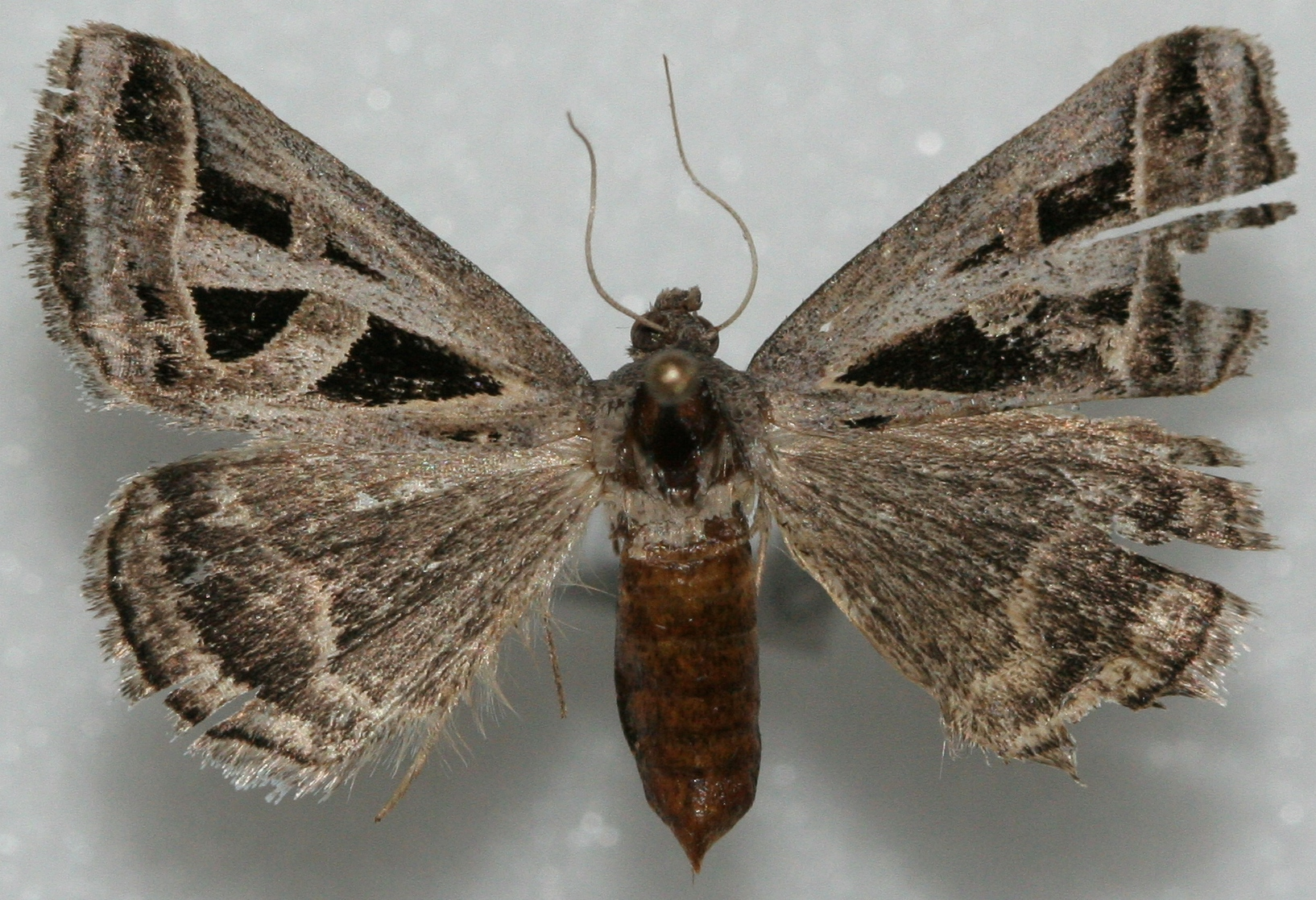
Euclidia intercalaris
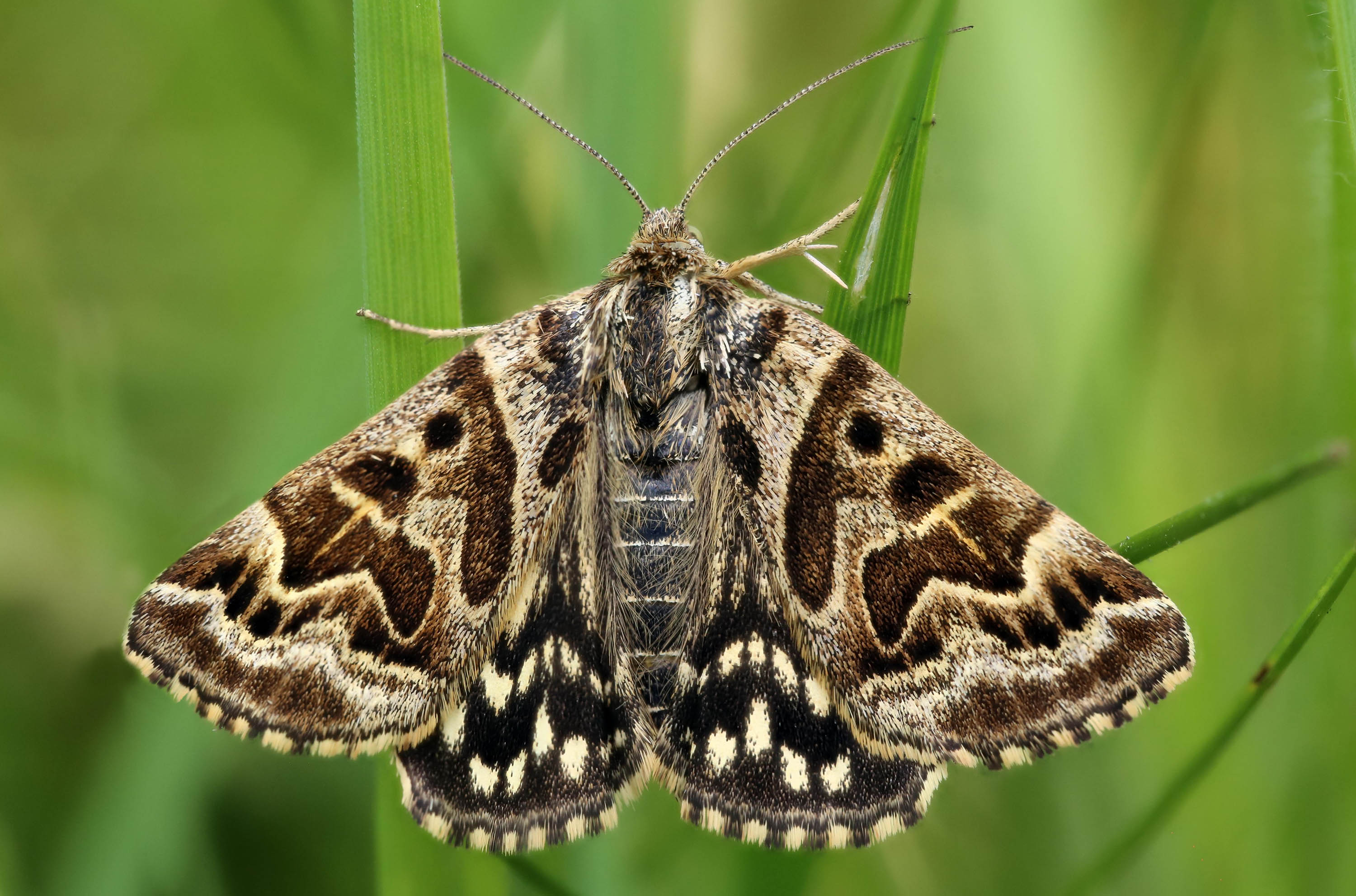
Euclidia mi
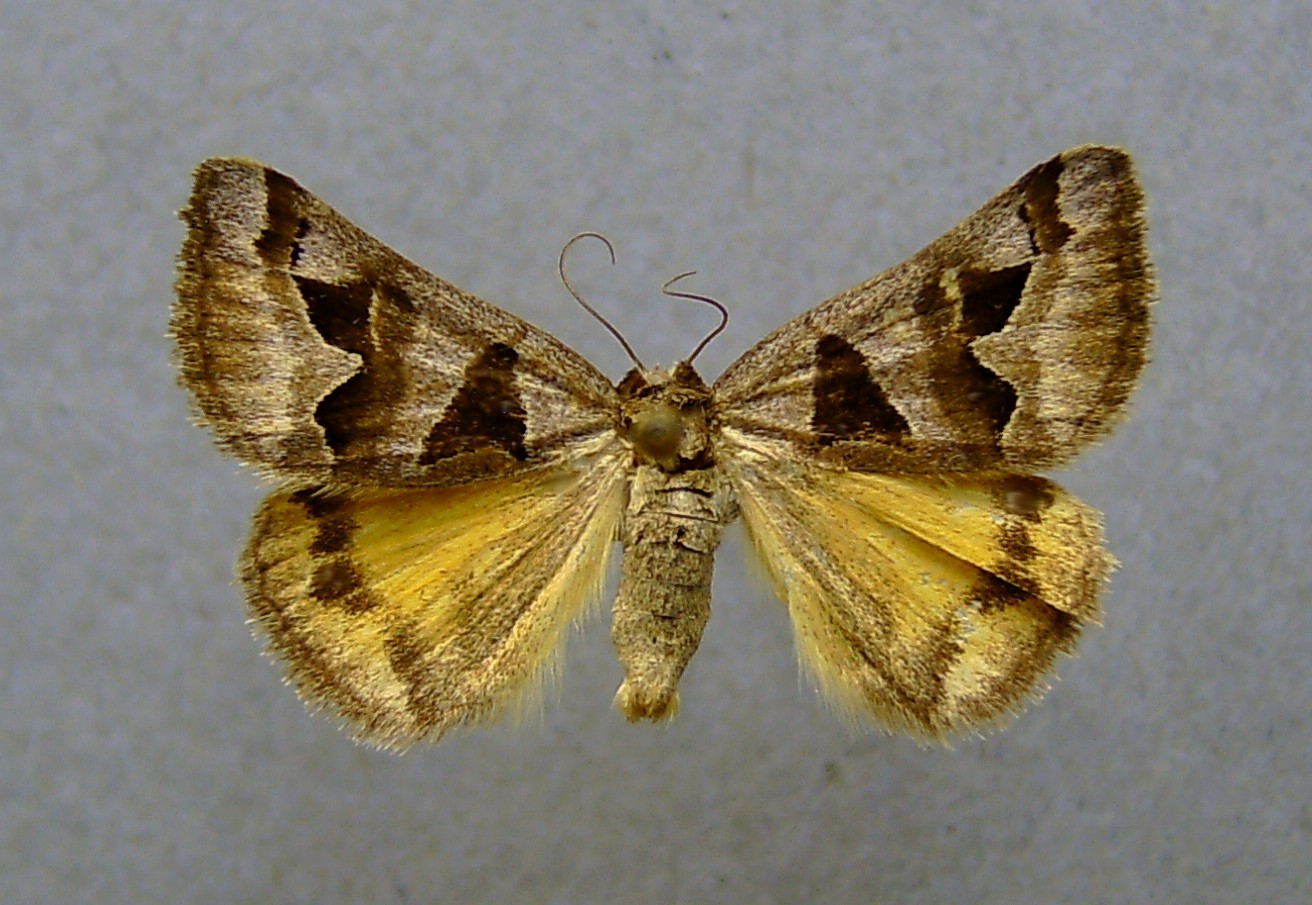
Euclidia triquetra